# Desa Kedungwaringin (administrativ by i Indonesien, lat -6,26, long 107,27)
Desa Kedungwaringin är en administrativ by i Indonesien.   Den ligger i provinsen Jawa Barat, i den västra delen av landet, 50 km öster om huvudstaden Jakarta.